# Il caso Chessman
Il caso Chessman è un film TV del 1968 diretto da Giuseppe Fina, trasmesso dalla RAI sul Programma Nazionale (Rai 1). Era ispirato al caso giudiziario di Caryl Chessman, che fu condannato a morte con l'accusa di rapina e sequestro di minore, allora (dopo il caso Lindbergh) punito con la pena capitale. L'esecuzione fu rinviata più volte per ben dodici anni, fino al 1960, anno in cui fu materialmente eseguita mediante camera a gas.